# 拼接显示
拼接显示是通过硬件、软件实现非单屏的超高分辨率、超大画面以及具备综合应用平台的显示系统。拼接显示的画面由多个显示单元组合而成，这些单元通常以类似棋盘的方式排列。拼接显示系统主要应用在控制室（Control room）、监控室（Safety Monitoring）、商业信息显示市场。